# إيكو ايمورا
إيكو ايمورا (باليابانية: 上村愛子؛ بالكانا: うえむら あいこ) هي متزحلقة حرة يابانية، ولدت في 9 ديسمبر 1979 في إتامي في اليابان.

## وصلات خارجية
- الموقع الرسمي
- إيكو ايمورا على موقع الاتحاد الدولي للتزلج (التزلج الحر) (الإنجليزية)
- إيكو ايمورا على موقع أوليمبيديا (الإنجليزية)